# Wallace, South Carolina
Wallace är en så kallad census-designated place i Marlboro County i South Carolina. Vid 2010 års folkräkning hade Wallace 892 invånare.